# Зомба (Венгрия)
Зо́мба — (венг. Zomba) — деревня в Венгрии в области Тольна, район Боньхад.

## Территориальное расположение
Находится в 17-ти километрах от города Сексарда. Через Зомба пролегает 65-е шоссе.
Население около 2069 человек по данным на январь 2014 года. По национальности, в основном венгры, немцы и цыгане.

## История
Зомба была заселена с древних времён. Со времён Древней Римской империи в ней находилась бронзовая статуя Крылатого Гения, которая сейчас находится в Этнографическом музее Будапешта.
В римские времена Зомба была римской восточной колонией вместе с Одань (венг. Ódány).
Несколько лет назад, возле Зомба, археологи обнаружили следы древнего аварского поселения .
Венгры поселились здесь во время завоевания этих земель племенами Арпада. Первые упоминания о Зомба (старое название Zumba) обнаруживаются в 1015 году в документах о земельном разделе Святого Иштвана.
В раннем средневековье сведения о Зомба отсутствуют. Хотя имеются данные папской церковной переписи о местечке Одань, находившемся неподалёку от Зомба.
В результате турецкой оккупации сельская местность стала безлюдной. В турецких дефтерах 1580-х годов сказано, что с жителей Зомба собирали 11 видов налогов. В 1603 году турки зимуют в местечке Шимонторня что приводит к вымиранию и исчезновению большей части поселений области Тольна, в том числе и Зомба.
После 1704 года в районе Зомба проживали сербы.
По данным переписи 1728 года, в 1725 году на этом месте вновь появилось поселение с названием Зомба.
В 1741 году в Зомбу переселилось 69 семей в том числе 15 немецких. Большая часть переселенцев была лютеранского вероисповедания и в 1728 году была построена часовня и проведено первое богослужение.
В результате совместного упорного труда венгерских и немецких семей материальное положение населения Зомба значительно улучшилось. Изобилие плодородных лёссовых почв позволило создать развитое сельское хозяйство. Здесь растут виноградники дающие лучшее сырьё для винодельческих предприятий Сексарда.
В 19 веке в основных населённых пунктах области Тольна были созданы лицензированные аптеки. В 1861 году в аптеку Зомба поступил работать Матиаш Рожньяй (Rozsnyay Mátyás) — знаменитый венгерский фармацевт, который проработал в ней более десяти лет.
В первой половине 20 века, Зомба входит в район Боньхада и в первую очередь занимается сельским хозяйством, (растениеводством и животноводством). В это время в области Тольна впервые начали применять удобрения. Значительный доход приносит продажа скота. В Зомба появляется свой кирпичный завод, мельница и сыроваренный завод.
Непосредственно перед Второй мировой войной в деревне проживало 229 венгерских и 238 немецкоговорящих семей (в общей сложности 2040 человек). После войны 172 немецких семей были эвакуированы. 66 немецких семей остались.
В настоящее время в Зомба проживает в полном примирении около 2100 человек, этнические венгры и немцы.
В Зомба расположено региональное управление для окрестных поселений, в частности для Харц (венг. Harc), Кейть (венг. Kéty), Фельшёнано (венг. Felsőnána), а также для окраин: Сентгал-Виноградник (венг. Szentgál-Szőlőhegy) и Надьтормапуста (венг. Nagytormáspuszta).
С 1996 года в Зомба работает общеобразовательная школа.

## Население
| Год  | Численность | Численность |
| ---- | ----------- | ----------- |
| 2013 | 2069        | [ 4 ]       |
| 2014 | 2069        | [ 5 ]       |
| 2015 | 2042        | [ 6 ]       |
| 2021 | 1906        | [ 7 ]       |
| 2022 | 1901        | [ 8 ]       |
| 2023 | 1849        | [ 9 ]       |
| 2024 | 1817        | [ 3 ]       |

## Города-побратимы
- Орошхаза, Венгрия